# San Miguel de Sema
San Miguel de Sema è un comune della Colombia facente parte del dipartimento di Boyacá.
Il centro abitato venne fondato nel 1915, mentre l'istituzione del comune è del 1960.